# Ivan
För andra betydelser, se Ivan (olika betydelser).
Mansnamnet Ivan eller Iwan är en rysk och i flera slavisktalande länder en form av Johannes som betyder 'Gud har förbarmat sig'. Den ryska smeknamnsformen är Vanja, vilket i Sverige uppfattas som ett kvinnonamn.
Äldsta belägget i Sverige är från år 1797. 
Ivan har varit ett ovanligt namn i flera årtionden, men börjar nu bli lite populärare: det tillhör de 200 vanligaste tilltalsnamnen. Den 31 december 2009 fanns det totalt 12 122 personer i Sverige med namnet Ivan/Iwan, varav 3 869 med det som förstanamn/tilltalsnamn. År 2002 fick 102 pojkar namnet, varav 24 fick det som tilltalsnamn.
Namnsdag: 24 maj, (1986–1992: 31 januari).

## Personer med namnet Ivan eller Iwan
- Ivan Aguéli – svensk målare och sufist
- Ivan Bunin – rysk författare, mottagare av Nobelpriset i litteratur 1933
- Ivan Capelli – italiensk racerförare
- Ivan Garanin – sovjetisk längdskidåkare, vasaloppsvinnare
- Ivan O. Godfroid
- Ivan Gontjarov – rysk författare
- Iván Grünewald – svensk konstnär
- Ivan Hedqvist – svensk skådespelare och regissör
- Ivan Hlinka – tjeckisk ishockeyspelare
- Ivan Illich – österrikisk samhällsfilosof
- Ivan Klíma – tjeckisk författare och dramatiker
- Ivan Konev – sovjetisk militär, marskalk av Sovjetunionen
- Ivan Kramskoj – rysk konstnär
- Ivan Lendl – tjeckoslovaisk tennisspelare
- Torbjörn Iwan Lundquist – svensk kompositör
- Ivan Mauger – nyzeeländsk speedwayförare
- Ivan Mazepa – ukrainsk kosackhetman
- Iwan von Müller – tysk filolog
- Ivan Oljelund – svensk författare och journalist
- General Knas (Ivan Olausson Klatil) – svensk reggaeartist
- Ivan Pavlov – rysk fysiolog och pedagog
- Ivan Pedroso – kubansk friidrottare
- Ivan Rebroff – tysk sångare
- Ivan Renliden – svensk kompositör och pianist
- Ivan Rilski – bulgariskt helgon
- Ivan Sjapovalov – rysk manager och barnpsykolog
- Iwan Thomas – brittisk kortdistanslöpare
- Ivan Turgenjev – rysk författare
- Karl Ivan Westman – svensk diplomat
- Ivan III av Ryssland ("Ivan den store")
- Ivan IV av Ryssland ("Ivan den förskräcklige")